# Gary Paffett
Gary Paffett (* 24. března 1981, Bromley, Velká Británie) byl v roce 2010 testovacím pilotem stáje McLaren ve Formuli 1 a dvojnásobný mistr světa série DTM z let 2005 a 2018.
Gary Paffett začínal jako většina automobilových závodníků v motokárách. Tehdy mu bylo 12 let. Do šestnácti let získal různé tituly. V roce 1997 postoupil do formule Vauxhall. Tam v roce 1999 získal titul Autosportu „Mladík roku“.
Na přelomu tisíciletí byl naprosto suverénní ve „školní“ kategorii F3. Proto se odstěhoval do Německa, kde závodil v tamní F3. V prvním sezoně skončil šestý, ale o rok později se již radoval z titulu. Ve Formuli 3000 startoval za tým Brand Motorsport. Jenže když tým odstoupil, odešel nadějný Brit do DTM. To bylo pro mnohé překvapení. V sezoně 2003 skončil jedenáctý, o rok později se stal vicemistrem a roku 2005 slavil titul.
Poté se dostal z DTM až do Formule 1, kde testoval pro stáj McLaren.V roce 2007 se do DTM vrátil, jezdil s rok starým vozem a proto skončil až 9., v roce 2008 jezdil také s rok s starým vozem a také skončil na 9. místě. V roce 2009 jezdil už pro tovární tým Mercedesu, byl celkově 2. a vyhrál 4 závody.

## Kompletní výsledky
| Legenda k tabulce | Legenda k tabulce                                                                       |
| Barva             | Výsledek                                                                                |
| ----------------- | --------------------------------------------------------------------------------------- |
| Zlatá             | Vítěz                                                                                   |
| Stříbrná          | 2. místo                                                                                |
| Bronzová          | 3. místo                                                                                |
| Zelená            | Bodované umístění                                                                       |
| Modrá             | Nebodované umístění                                                                     |
| Modrá             | Dokončil neklasifikován (NC)                                                            |
| Fialová           | Odstoupil (Ret)                                                                         |
| Červená           | Nekvalifikoval se (DNQ)                                                                 |
| Červená           | Nepředkvalifikoval se (DNPQ)                                                            |
| Černá             | Diskvalifikován (DSQ)                                                                   |
| Bílá              | Nestartoval (DNS)                                                                       |
| Bílá              | Závod zrušen (C)                                                                        |
| Světle modrá      | Pouze trénoval (PO)                                                                     |
| Světle modrá      | Páteční testovací jezdec (TD)                                                           |
| Bez barvy         | Netrénoval (DNP)                                                                        |
| Bez barvy         | Vyřazen (EX)                                                                            |
| Bez barvy         | Nepřijel (DNA)                                                                          |
| Bez barvy         | Odvolal účast (WD)                                                                      |
| Bez barvy         | Nezúčastnil se (prázdné)                                                                |
| Označení          | Význam                                                                                  |
| Tučnost           | Pole position                                                                           |
| Kurzíva           | Nejrychlejší kolo                                                                       |
| †                 | Jezdec nedojel do cíle, ale byl klasifikován, protože odjel více než 90 % délky závodu. |
| ‡                 | Byl udělován poloviční počet bodů, protože bylo odjeto méně než 75 % délky závodu.      |
| Horní index       | Umístění bodujících jezdců ve sprintu                                                   |

### Formule E
| Rok     | Tým         | Auto                | 1       | 2       | 3      | 4      | 5     | 6       | 7       | 8     | 9      | 10     | 11     | 12     | 13     | Body | Umístění  |
| ------- | ----------- | ------------------- | ------- | ------- | ------ | ------ | ----- | ------- | ------- | ----- | ------ | ------ | ------ | ------ | ------ | ---- | --------- |
| 2018–19 | HWA Racelab | Spark-Venturi VFE05 | ADR Ret | MAR Ret | SAN 14 | MEX 16 | HKG 8 | SNY Ret | ROM Ret | PAR 8 | MON 12 | BER 16 | BRN 17 | NYC 11 | NYC 10 | 9    | 19. místo |